# Grimme-Preis 2024
Der Grimme-Preis 2024 war die 60. Verleihung des deutschen Fernsehpreises Grimme-Preis, die vom Grimme-Institut durchgeführt wird. Am 18. Januar 2024 wurden die Nominierungen veröffentlicht. Die Preisträger wurden am 14. März 2024 bekanntgegeben, die Preisverleihung fand am 26. April 2024 statt.

## Nominierungen und Preisträger
Insgesamt wurden 64 Produktionen und Einzelleistungen in vier Kategorien für den 60. Grimme-Preis nominiert, die aus über 750 Einreichungen ausgewählt wurden.

### Fiktion
- Nichts, was uns passiert (Gaumont für WDR)
- Sam – Ein Sachse (Big Window Productions, Panthertainment für Disney+)
- Tamara (Jost Hering Filme/Filmuniversität Babelsberg Konrad Wolf für ZDF/ZDF – Das kleine Fernsehspiel)
  - 37 Sekunden (Odeon Fiction für ARD Degeto)
  - Boom Boom Bruno (Odeon Fiction für Warner TV Serie)
  - Der Schatten (Keshet Tresor Fiction/Film Kolektiv für ZDF/ZDFneo)
  - Deutsches Haus (Gaumont für Disney+)
  - Die Saat (Kurhaus Production für SWR/ARTE)
  - Füxe (U5 Filmproduktion für ZDF/ZDF – Das kleine Fernsehspiel)
  - German Genius (W&B Television/CAB Film/Macadamia & Mothermilk/BBC Studios Germany/Studio Babelsberg für Warner TV Comedy)
  - Haus Kummerveldt (Goldstoff Filme GmbH/Outside The Club GmbH/Filmwerkstatt Münster e.V. für WDR/ZDF/ARTE)
  - Ich bin! Margot Friedländer (UFA Documentary GmbH für ZDF)
  - Sörensen fängt Feuer (Claussen+Putz Filmproduktion für NDR)
  - Tod den Lebenden (ANDERTHALB Medienproduktion für ARD Degeto)
  - Wir haben einen Deal (Rat Pack Filmproduktion für ZDF/ARTE)
  - Zwischen uns (PSSST!/Constantin Film für BR/ARTE)

Spezial
- Haus Kummerveldt (Goldstoff Filme/Outside The Club/Filmwerkstatt Münster für WDR/ZDF/ARTE)
  - Florian Geißelmann für die Darstellung in Wer wir sind (VIAFILM für MDR/ARD Degeto/NDR)
  - ZDF/ARTE und good karma fiction für die Serie Country Queen (good karma fiction für DW/Netflix/ZDF/ARTE/Bundesministerium für Entwicklungshilfe)

### Information & Kultur
- Drei Frauen – ein Krieg (EIKON Media/SD Cinematografica für rbb/WDR/ARTE)
- Einzeltäter (CORSO Film für ZDF/ZDF – Das kleine Fernsehspiel)
- Songs of Gastarbeiter – Liebe, D-Mark und Tod (Film Five/filmfaust für WDR/rbb/ARTE)
- Ukraine – Kriegstagebuch einer Kinderärztin (DOCDAYS Productions für rbb/ARTE)
  - ARD Story: Inside Rheinmetall – Zwischen Krieg und Frieden (NDR/WDR)
  - Capital B – Wem gehört Berlin? (Port au Prince/Fruitmarket für rbb/WDR/ARTE)
  - Die Karte der Schönheit (Sein+Hain Film/Marcelo Busse Filmproduktion für ZDF/3sat)
  - Erhebe dich, du Schöne (FAMA Film/Ma.ja.de Filmproduktion für ZDF/3sat/SRG SSR)
  - IchDuWir – Wer pflegt wen? (U5 Filmproduktion für ZDF/3sat)
  - Joko Winterscheidt Presents – The World’s Most Dangerous Show (27 Kilometer Entertainment/Florida Entertainment/K2H Klamroth2Hohenfeld für Amazon Prime Video)
  - Jonny Island (Petra Mäussnest & DOCDAYS Productions für ZDF/3sat)
  - Jung & Naiv Folge #650 mit dem Wirtschaftshistoriker Adam Tooze (YouTube)
  - König hört auf (Neue Bioskop Film für MDR)
  - Milliardenspiel – Die geheime Welt der Superreichen (btf für ZDF)
  - Monitor: Die Märtyrer-Kinder – Im Herzen des Nahostkonflikts (WDR)
  - Monobloc – Auf der Spur des meistverkauften Möbelstücks aller Zeiten (PIER 53 Filmproduktion für NDR)
  - Stalingrad – Stimmen aus Ruinen (Schmidt & Paetzel Fernsehfilme für rbb/NDR/ARTE)
  - We are all Detroit: Bochum – eine Stadt im Wandel (Filmproduktion Loekenfranke für WDR)

Spezial
- Anne von Petersdorff, Georg Tschurtschenthaler, Christian Beetz und Pedro Barbadillo für Juan Carlos. Liebe, Geld, Verrat (SKY)
- Das Team von Tracks East (ZDF/ARTE)

Journalistische Leistung
- Katharina Willinger (ARD-Studio Istanbul/BR)
  - Das Rechercheteam von China. Macht. Essen (ARD/SWR/BR/MDR/rbb)
  - Die Redaktion von Monitor (WDR)

### Unterhaltung
- Bosetti Late Night (Turbokultur für ZDF/3sat)
  - Der letzte Drink mit Anna Dushime (Steinberger Silberstein für rbb)
  - Der zweite Kurzschluss (btf für WDR/SWR)
  - Die Verräter – Vertraue Niemandem! (Tower Productions für RTL/RTL+)
  - Game Two #300: Die Geschichte der Videospiele – Das Musical (Rocket Beans Entertainment für ZDFneo)
  - Kurzstrecke mit Pierre M. Krause (dibido für SWR)
  - Prison Tapes (Bildergarten Entertainment für RTL+)

Spezial
- Anna Dushime für ihre Gesprächsführung in „Der letzte Drink mit Anna Dushime“ (Steinberger Silberstein für rbb)

### Kinder & Jugend
Kinder
- Die-Sendung-mit-der-Maus-Spezial – Marokko-Maus (WDR)
  - Bis morgen (ifs)
  - Die Olchis – Willkommen in Schmuddelfing (WunderWerk für ZDF/KiKA)
  - Krümelmonsters Foodie Truck mit Steffen Henssler (MoveMe/Sesame Workshop für SUPER RTL/RTL+)
  - Mission Ulja Funk (MDR)
  - Neue Geschichten vom Pumuckl (NEUESUPER für RTL+/RTL)
  - Schau in meine Welt: Julia – Ich bin, wer ich bin (papillonfilm für rbb)

Jugend
- HYPECULTURE: Straßenslang – Wie Rap Deutschland verändert (БANK®produziert für funk)
  - akkurat (ARD-aktuell/tagesschau)
  - Brust raus (SWR)
  - Irgendwas mit Medien (UFA Serial Drama für MDR)
  - TRU DOKU (DRIVE beta für ZDF/funk)
  - Was wir fürchten (Bavaria Fiction für ZDFneo)

Spezial
- Bella Bading, Purnima Grätz und Lilith Johna für Die drei !!! (Westside Filmproduktion für Disney+)
  - Datteltäter für das Konzept der Channel-Rubrik SAG MIR (für rbb/funk)
  - Konzept der Musik-Doku Bye, Bye Kummer (Beat The Rich!/Eklat Tonträger für rbb Unit Junge Angebote/Fritz)

### Publikumspreis der Marler Gruppe
- Drei Frauen – Ein Krieg (EIKON Media/SD Cinematografica für rbb/WDR/ARTE)

### Preis der Studierendenjury
- Nichts, was uns passiert (Gaumont für WDR)

### Besondere Ehrung des Deutschen Volkshochschul-Verbandes
- Das Team von „heute – in Europa“